# Coccobius atrithorax
Coccobius atrithorax är en stekelart som först beskrevs av Girault 1939.  Coccobius atrithorax ingår i släktet Coccobius och familjen växtlussteklar. Inga underarter finns listade i Catalogue of Life.